# رودسنیب
رودسنیب یک منطقهٔ مسکونی در ایران است که در دهستان تفتان جنوبی واقع شده‌است. رودسنیب ۳۱۱ نفر جمعیت دارد.